# Sân vận động Hameau
Sân vận động Hameau (tiếng Pháp: Stade du Hameau; phát âm tiếng Pháp: [stad dy a.mo]), trước đây được gọi là Sân vận động Olympic Hameau hay Sân vận động Đại tá Fornel, là một sân vận động đa năng và trung tâm hội nghị ở Pau, Pháp. Được xây dựng vào năm 1948, sân vận động thuộc sở hữu của thành phố Pau kể từ năm 1983, sau khi được Quân đội Pháp bàn giao. Sân được sử dụng chủ yếu cho các trận đấu bóng bầu dục liên hiệp. Đây là sân nhà của câu lạc bộ bóng bầu dục liên hiệp Section Paloise. Sân vận động có sức chứa 18.426 chỗ ngồi.